# 千田美智子
千田 美智子（ちだ みちこ、1984年3月20日 - ）は、日本の女優。
宮城県出身。宮城県築館高等学校、桜美林大学総合文化学群卒業。劇団「文学座」所属（2006年 - ）。

## 出演

### 舞台
2009年
- 初舞台『父を叩く』（ラフカット）スペース・ゼロ

2010年
- 『スーパースター』（劇団鹿殺し）青山円形劇場
- 『善人なおもて往生をとぐ〜親鸞 わが心のアジャセ〜』広島 ALSOKホール 12年地方巡演
- 『麦の穂の揺れる穂先に』(本公演）紀伊国屋サザンシアター
- 『カラムとセフィーの物語』（アトリエ）
- 『この星にともる光』サイスタジオコモネAスタジオ

2011年
- 『で、けんか!?』（サラダラ）こまばアゴラ劇場
- 『岸田國士傑作短編集』(本公演)紀伊國屋サザンシアター
- 『道の上の家族』シアタートラム
- 『終わりなき将来を思い、18歳の剛は空に向かってむせび泣いた。オンオンと。』アトリエ春風舎

2012年
- 『三人姉妹』(本公演）紀伊國屋ホール
- 『黒蜥蜴』明治座
- 『海の眼鏡』（アトリエ）
- 『親鸞わが心のアジャセ』浅草公会堂

2013年
- 『セールスマンの死』（本公演）あうるすぽっと
- 『リア王』（シェイクスピア・シアター）俳優座劇場

2014年
- 『「3.11企画」終わりと始まり』桜美林大学プルヌスホール

2025年
- 『不思議の国のマーヤ』（Tfactory）吉祥寺シアター[3]

### 映画
- テルマエ・ロマエ（2012年）

### テレビドラマ
- 確証〜警視庁捜査3課（2013年）

### テレビアニメ
- ガンダム Gのレコンギスタ（女性職員）

### 吹き替え
- 名探偵MONK7
- グッド・ワイフ
- あなたの初恋、探します
- アイ・カーリー